# ユー島

ユー島の地図

ユー島 （ユーとう、Île d'Yeu）は、フランス西部ヴァンデ県沖の大西洋上にある島。島全体が一つのコミューン、リル＝デューである。

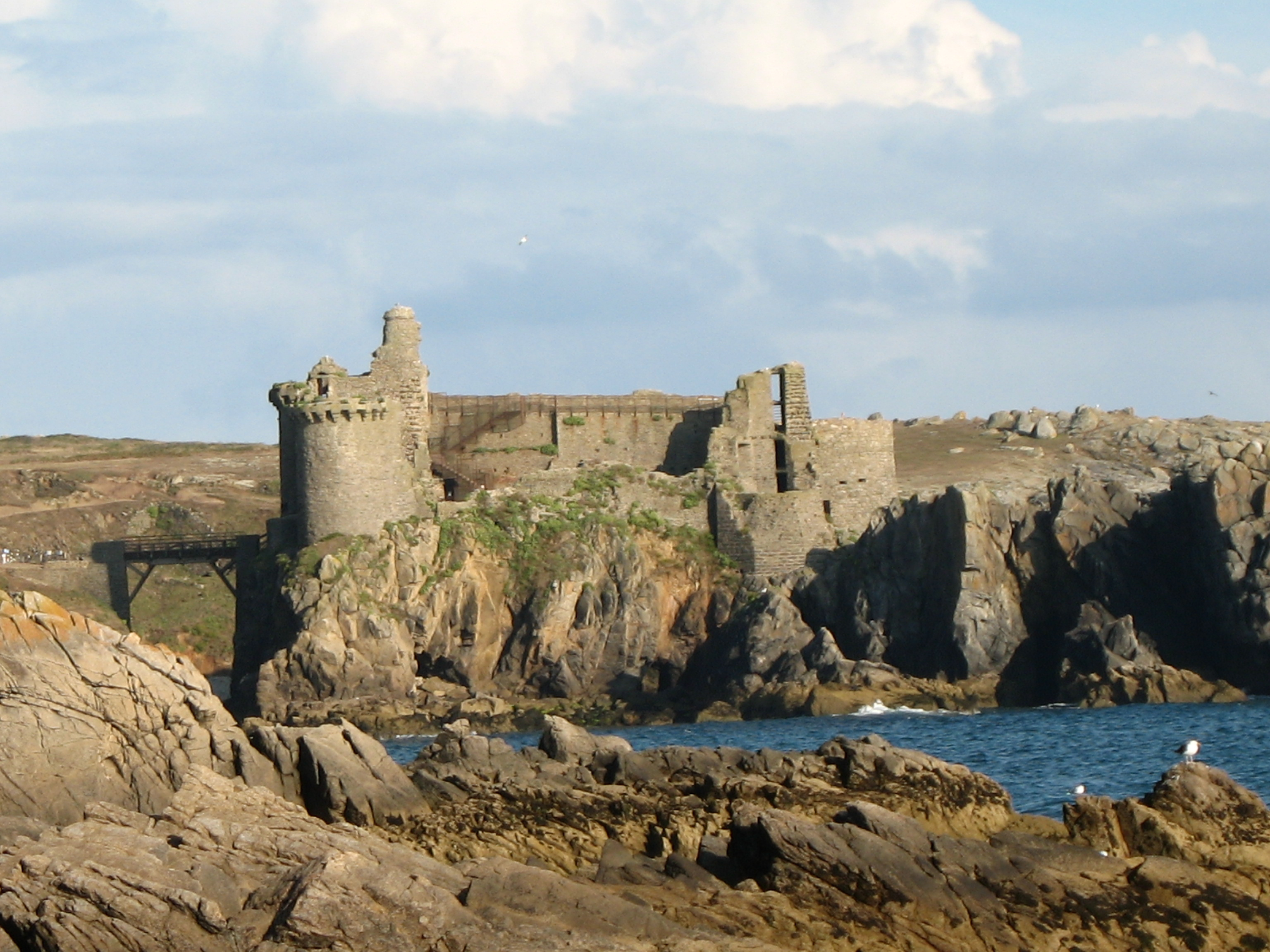
中世の要塞

ポール・ジョワンヴィル（Port-Joinville）、ポール・ド・ラ・ムール（Port de la Meule）の2つの港が、荒々しい花崗岩の海岸にある。鮪と伊勢エビの漁で有名である。
ユー島は多くの画家や芸術家を惹きつけ、そのうちの1人でフランス海軍の公式画家だったジャン・リゴー（1912年-1999年）は島に家を持っていた。
島の海草類は、海洋科学者フランソワーズ・アルドレが研究した。
ヴィシー政府の首班フィリップ・ペタンは1951年にユー島で死去し、島に葬られた。